# It’s So Easy
It’s So Easy ist ein Hard-Rock-Song der US-amerikanischen Band Guns N’ Roses. Er erschien auf dem Debütalbum Appetite for Destruction und wurde zudem vorab im Juni 1987 als erste Single daraus veröffentlicht.

## Entstehung
Einem Interview mit der Zeitschrift Hit Parader im März 1988 zufolge ist It’s So Easy ein Stück, das davon handelt, dass die Dinge im Leben „zu leicht“ laufen und zugleich eine Leere da sei. Es bezieht sich auf „an account of a time Duff McKagan and West Arkeen, and also the rest of the band, were kinda going through. They didn’t have money, but they had a lot of hangers on and girls [they] could basically live off of ... things were just too easy. There’s an emptiness; it’s so easy.“
2006 sagte Axl Rose in einem Interview, dass Duff McKagan und West Arkeen den Song als ein akustisches „Hippie-Ya-Ya“-Stück geschrieben hätten und es Slashs Idee gewesen sei, es in einen Rocksong umzuwandeln.

## Musikvideo
Es gab ein offizielles Musikvideo zu dem Song, das erste, das die Band produzierte und sie live zeigte.

## Aufführung
Das Stück ist ein Live-Klassiker. Oft wird es sogar als Opener auf Konzerten gespielt, so während der Use Your Illusion Tour.

## Chartplatzierungen
| ChartsChartplatzierungen     | Höchstplatzierung | Wochen |
| ---------------------------- | ----------------- | ------ |
| Vereinigtes Königreich (OCC) | 84 (3 Wo.)        | 3      |